# Saussy
 Saussy  es una población y comuna francesa, en la región de Borgoña, departamento de Côte-d'Or, en el distrito de Dijon y cantón de Saint-Seine-l'Abbaye.

## Demografía
| 66 | 62 | 56 | 107 | 116 | 104 |
| Para los censos de 1962 a 1999 la población legal corresponde a la población sin duplicidades (Fuente: INSEE [Consultar]) |    |    |     |     |     |